# 大正寺 (松戸市)
大正寺（たいしょうじ）は、千葉県松戸市にある日蓮宗の寺院。

## 歴史
1608年（慶長13年）、宅川庄兵衛の開基である。庄兵衛は熱心な日蓮宗信者で、下総国葛飾郡真間（現・千葉県市川市真間）の弘法寺の第10世住職禅智院日感を招聘して寺を創建した。
当初の名称は「正行寺」であった。しかし1855年（安政2年）の安政江戸地震で堂宇が倒壊、その後は再建されることなく「正行庵」と呼ばれていた。1913年（大正2年）になり、ようやく日蓮宗寺院「大正寺」として再興された。他宗派の信徒からも支援があったという。

## 交通アクセス
- 松戸駅より徒歩7分。